# Chiesa di Santa Maria Nascente (Almenno San Bartolomeo)
La chiesa di Santa Maria Nascente è un luogo di culto cattolico di Almenno San Bartolomeo in via Barlino, sussidiaria della chiesa di San Bartolomeo della provincia e diocesi di Bergamo.

## Storia
La chiesa fu edificata su un edificio più antico, tra il 1550 e il 1567. Quello che era l'antico oratorio edificato probabilmente nel Quattrocento, è poi diventata la zona presbiteriale. La lapide posta all'interno dell'edificio riporta la data del 1726. Questo porterebbe alla considerazione che l'edificio fu poi nuovamente modificato tra la fine del Seicento e il secolo successivo. La chiesa risulta essere stata visitata dal vescovo Giovanni Paolo Dolfin il 7 settembre 1779, quando è indicata come sussidiaria della parrocchiale di San Bartolomeo Apostolo.
Nel Novecento la chiesa su oggetto di restauro e lavori di mantenimento con il rifacimento dell'impianto elettrico, quello di riscaldamento e il rifacimento del castello della torre campanaria.

## Descrizione

### Esterno
La chiesa si trova all'ingresso della frazione Balino sulla strada della Roncola ed è anticipato dal sagrato di piccole dimensioni con pavimentazione in ciottolato. La facciata a capanna ospita centrale il portale e due aperture laterali complete di inferriate protettive complete di cornici in arenaria risalenti al XVIII secolo. Un oculo è posto sulla parte superiore.

### Interno
L'interno a pianta rettangolare e unica navata divisa in due campate da lesene da un arco a ogiva intonacato, mentre la copertura è lignea a vista. L'ingresso è completo di bussola che ospita sulla parte superiore la cantoria.La prima campata a sinistra vi sono cinque stazioni della Via Crucis, mentre corrispondente a destra vi è un'edicola con la statua di Maria Vergine. La seconda campata ospita l'altare dedicato a san Liberale. Si accede alla sacrestia e alla torre campanaria da un ingresso posto a un livello inferiore. La zona del presbiterio anticipato dall'arco trionfale è rialzato da due gradini, e di misura inferiore alla navata. Sulla parte che raccorda con il presbiterio vi sono lacerti di affresco sulla parete sinistra con Angelo annunciante, come usava nelle chiese del Cinquecento, la parte corrispondente con la Vergine annunciata è andato perduto. La volta a crociera è impostata dalla pianta ottagonale del presbiterio.
La chiesa conserva come pala d'altare la tela: Madonna col Bambino e quattro santi opera datata 1558 di ignoto. La tela conserva la committenza di un certo Simone di Giovanni Gavazzeni di Barlino il quale era devoto a san Simeone che fece dipingere sulla tela. L'archivio parrocchiale conserva il documento del 1575 quanto il nipote di Simone: Giovanni versò alla fabbriceria la somma di 18 lire per la celebrazione di una messa settimanale quale voto alla Madonna ricordando la committenza del suo avo. Ancora nel 1594 certo Costanzo Gavazzeni mise a disposizione un lascito per la celebrazione di due messe annuali. Questo a conferma che la chiesa godeva del giuspatronato della famiglia Gavazzeni originaria della frazione di Barlino.